# Angelo Agnoletto
Angelo Agnoletto (* 3. November 1743 in Noventa Padovana; † 16. Oktober 1831 ebenda) war ein italienischer Theologe.

## Leben
Angelo Agnoletto wurde am 3. November 1743 in Noventa geboren. Er wirkte als Lehrer für Kirchengeschichte und Dogmatik an der Universität Padua. Dabei machte er sich einen Namen, weshalb ihn der damalige Paduaische Bischof Giustiniani bat, ein großes theologisches Werk zu verfassen. Agnoletto konnte jedoch nur zwei Bände verfassen, am 16. Oktober 1831 starb er 87-jährig in Noventa, sodass sein Werk unvollendet blieb.

## Werke
- De missa Valottiana (1828)
- De musica Valottiana (1828)
- De lustratione Dioeceseos Patavinae etc. (1830)